# Maumoon Abdul Gayoom
Maumoon Abdul Gayoom, Dhivehi: މައުމޫނު އަބްދުލް ގައްޔޫމ (Malé, 29 december 1937) was tussen 11 november 1978 en 8 september 2009 president van de Malediven. Hij was de opvolger van Ibrahim Nasir. In oktober 2003 werd hij met 90,28% van de stemmen voor de vijfde keer herkozen. Hij was de enige kandidaat die door het parlement werd goedgekeurd. De verkiezing was in de vorm van een referendum waarbij het volk ja of nee kon stemmen.

## Jeugd
Maumoon Abdul Gayoom is het tiende kind van een familie van 28 kinderen. Zijn moeder stierf toen hij studeerde in Caïro, Egypte. Hij was een van de vijftien kinderen die door de toenmalige president waren geselecteerd om in het buitenland te gaan studeren. Gayoom was tijdens zijn studie zeer geïnteresseerd in de Moslimbroederschap en schijnt er nauwe banden mee te hebben. Hij heeft onder andere in Egypte en Nigeria gewoond.

## Carrière
Voordat hij terugkeerde naar de Malediven werkte hij op verschillende universiteiten, onder meer in Egypte en Nigeria. In maart 1973 werd hij gearresteerd wegens het bekritiseren van de toenmalige president, Ibrahim Nasir. Na zijn vrijlating werd hij directeur van het departement van telecommunicatie en werkte hij daarnaast parttime als leraar op een privéschool. Na nog een keer gearresteerd te zijn om dezelfde reden als bij zijn eerste gevangenschap werd hij achtereenvolgens ondersecretaris van de premier van de Malediven en ambassadeur van de Malediven in Sri Lanka. Op 29 maart 1977 werd hij minister van transport waardoor hij deel uitmaakte van de regering van de eerder door hem bekritiseerde president Ibrahim Nasir.

## President
In 1978 liep Ibrahim Nasirs tweede termijn af en hij was op zoek naar een nieuwe president. Na meerdere stemmingen in het parlement werd besloten dat zijn opvolger Maumoon Abdul Gayoom moest worden. Uiteindelijk werd hij in november 1978 met ruim 92% van de stemmen via een referendum gekozen tot derde president van de Malediven. Sindsdien is hij elke vijf jaar herkozen. Tijdens zijn ambtstermijnen maakte hij onder meer reizen naar Libië, Saoedi-Arabië, het Verenigd Koninkrijk, Noord-Korea en Zuid-Korea. In 2009 werd hij opgevolgd door Mohamed Nasheed.

## Kritiek
Gayoom wordt vaak bekritiseerd vanwege zijn autocratische manier van regeren, hij wordt ervan beschuldigd een dictator te zijn. Ook zou hij zich volgens sommigen schuldig maken aan nepotisme, omdat hij verschillende familieleden benoemde op hoge posities in zijn kabinet en op ministeries. Politieke gevangenen worden vaak verbannen naar afgelegen atollen. Hij was lange tijd ook minister van Defensie en Financiën, maar die posten moest hij onder internationale druk opgeven.